# Eupithecia subfoveata
Eupithecia subfoveata är en fjärilsart som beskrevs av Dyar 1904. Eupithecia subfoveata ingår i släktet Eupithecia och familjen mätare. Inga underarter finns listade i Catalogue of Life.